# (216390) Binnig
(216390) Binnig ist ein Asteroid des äußeren Hauptgürtels, der am 14. Februar 2008 von den deutschen Amateurastronomen Erwin Schwab und Rainer Kling am 60-cm-Cassegrain-Teleskop der Hans-Ludwig-Neumann-Sternwarte auf dem Kleinen Feldberg (IAU-Code B01) entdeckt wurde.
Mittlere Sonnenentfernung (große Halbachse), Exzentrizität und Neigung der Bahnebene des Asteroiden entsprechen der Hygiea-Familie, einer eher älteren Gruppe von Asteroiden, wie vermutet wird, deren größtes Mitglied der Asteroid (10) Hygiea ist.
(216390) Binnig wurde am 28. November 2010 nach dem Frankfurter Physiker Gerd Binnig benannt. Gerd Binnig erhielt 1986 neben Ernst Ruska und gemeinsam mit Heinrich Rohrer (nach dem der Asteroid des inneren Hauptgürtels (215868) Rohrer benannt ist) für die Entwicklung des Rastertunnelmikroskops den Nobelpreis für Physik.